# Nicolas Jacques Pelletier
Nicolas Jacques Pelletier (? - 25. dubna 1792 v Paříži) byl francouzský lupič, který byl prvním odsouzencem popravený pomocí gilotiny.
Pelletier byl zločinec, který v noci 14. října 1791 s neznámým komplicem v pařížské Rue Bourbon-Villeneuve (dnešní Rue d'Aboukir), přepadl kolemjdoucího, okradl ho o peněženku s cennými papíry a zbil ho holí. Zločin, ze kterého byl obviněn, byl majetkovým zločinem, a nikoli vraždou nebo znásilněním, jak bylo někdy líčeno v pozdější literatuře.
Městská stráž přivolaná voláním o pomoc, dokázala Pelletiera zatknout na místě činu. V následném procesu byl jeho soudcem Jacob-Augustin Moreau, okresní soudce ze Sens a soudce druhého trestního soudu v Paříži. Jako právní zástupce byl obžalovanému přidělen Guyot de Sainte-Hélène, který se však přes opakované žádosti zdržel soudního jednání, a tím i vyhlášení rozsudku smrti, který byl vyhlášen 31. prosince 1791, který potvrdil druhý trestní soud. Dne 24. ledna 1792 byl rozsudek smrti znovu potvrzen v poslední instanci třetím prozatímním trestním soudem.
Poprava byla odložena z důvodu probíhající debaty o zákonném způsobu popravy, stanoveném dekretem Národního shromáždění ve dnech 23. až 25. března 1792 definitivně rozhodnuto ve prospěch gilotiny. Dne 25. dubna 1792 v 15:30 veřejnou popravu provedl kat Charles Henri Sanson na Place de Grève.